# Alicia Plaza
Alicia Plaza född 30 april 1957 i Caracas, Venezuela är en venezuelansk skådespelerska.

## Filmografi (i urval)
- 1990 - Pobre Diabla
- 1994 - Alejandra
- 2000 - Hay Amores que Matan
- 2004 - Negra Consentida